# Folketingsvalget 1884
Der blev afholdt Folketingsvalg 25. juni 1884.
| Parti                | Stemmer i alt | Procent | Mandater | +/-   |       |
| -------------------- | ------------- | ------- | -------- | ----- | ----- |
| Folketingets Venstre | 80.000        | 56,3%   | 81       |       |       |
| Højre                | 55.000        | 38,7%   | 19       |       |       |
| Socialdemokratiet    | 7.000         | 4,9%    | 2        |       |       |
| Total                |               |         | 102      |       |       |
| Valgdeltagelse       | 59.0%         | 59.0%   | 59.0%    | 59.0% | 59.0% |